# Maxim Gorki
Alexei Maximovici Peșkov (în rusă Алексей Максимович Пешков, n. 16/28 martie 1868, Nijni Novgorod, Imperiul Rus – d. 18 iunie 1936, Gorki-10⁠(d), Q4414690⁠(d), RSFS Rusă, URSS), mai bine cunoscut ca Maxim Gorki (Максим Горький), a fost un scriitor rus/sovietic, fondator al realismului socialist în literatură și activist politic. S-a născut în orașul Nijni Novgorod și a murit la Moscova. Din 1906 până în 1913 și din 1921 până în 1929 a trăit în străinătate, în special pe Insula Capri. După reîntoarcerea în Uniunea Sovietică, a acceptat politica culturală a vremii, dar nu i s-a mai permis să părăsească țara.

## Viața

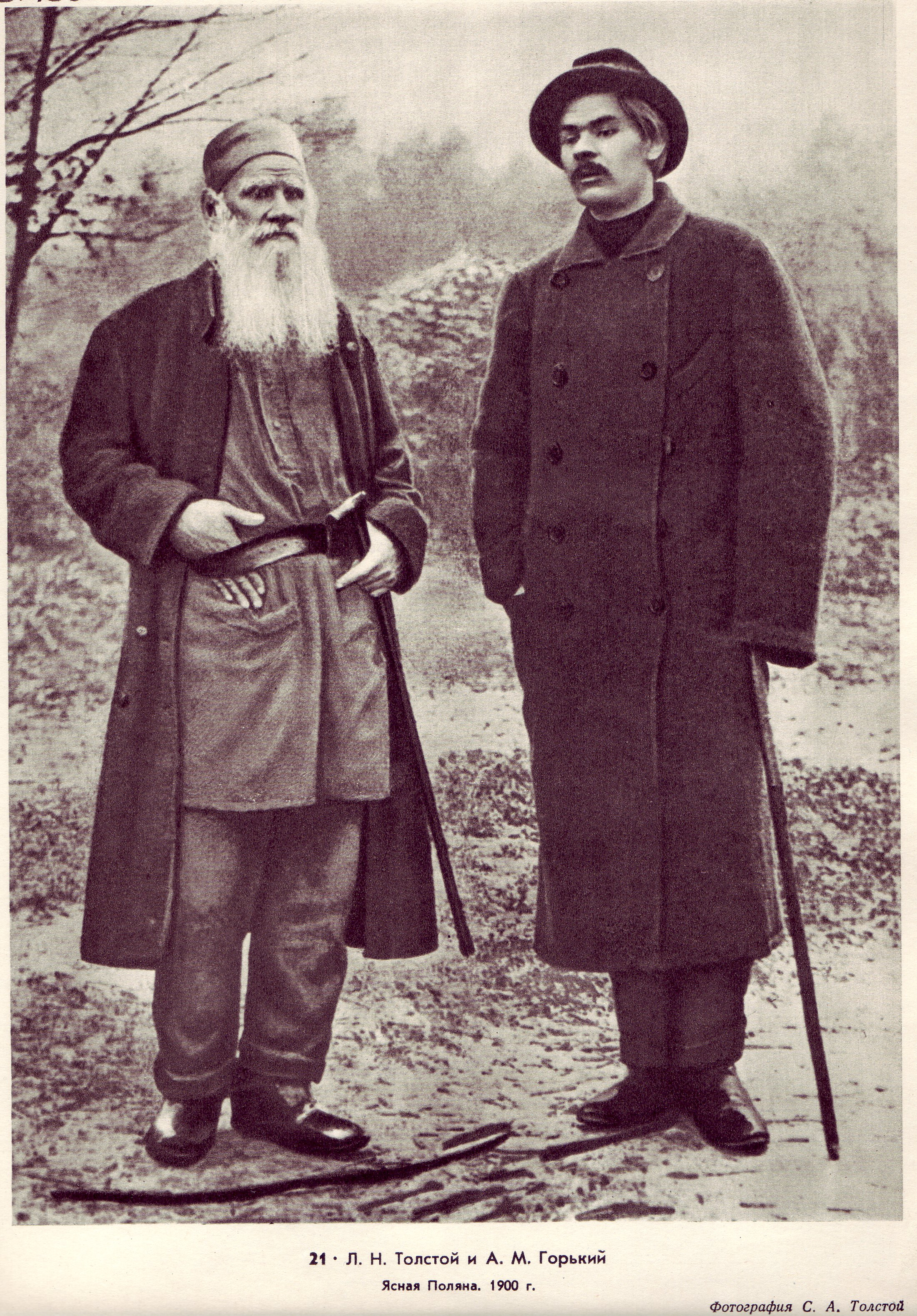
Gorki și Lev Tolstoi la Iasnaia Poliana, în 1900

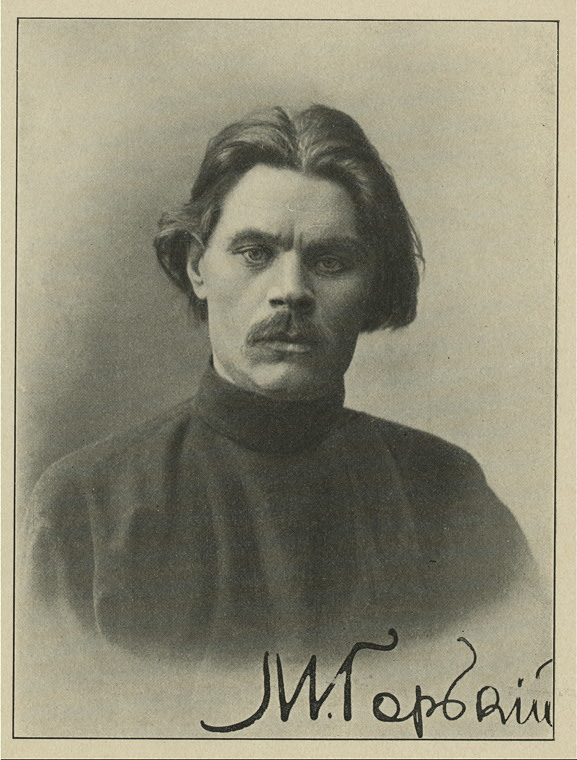
Maxim Gorki

Alexei Maximovici Peșkov s-a născut la Nijni Novgorod, la 16/28 martie 1868. A rămas orfan la vârsta de nouă ani și a fost crescut de bunica sa, o excelentă povestitoare. La moartea ei, tânărul Alexei Maximovici a încercat să se sinucidă, cu un revolver, în decembrie 1887. Apoi, a rătăcit - vagabondat - pe jos prin tot Imperiul Rus, timp de cinci ani, lucrând în diferite locuri și acumulând o mulțime de impresii pe care le va folosi mai târziu în operele sale. 
Maxim Gorki a fost pseudonimul său literar. Gorki s-a împrietenit cu Lenin după ce s-au întâlnit în 1902. Câtă vreme a fost închis, pentru scurt timp, în fortăreața Petru și Pavel în timpul revoluției eșuate din 1905, Gorki a scris piesa de teatru Copiii soarelui, care avea acțiunea plasată în timpul epidemiei de holeră din 1862, dar care trata de fapt evenimentele contemporane. 

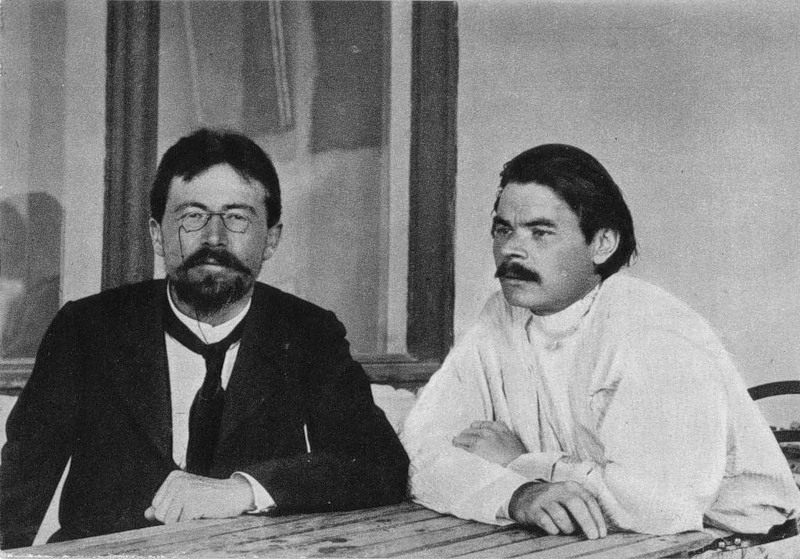
Gorki și Anton Cehov la Ialta în 1900.

El a corespondat cu profesorul Tomáš Garrigue Masaryk, care l-a vizitat pe insula Capri în 1912. În timpul revoluției din 1917 s-au întâlnit la Sanct-Petersburgh. 
În timpul Primului Război Mondial, apartamentul lui din Petrograd s-a transformat în centrul de comandă al bolșevicilor, dar, în cele din urmă, relațiile lui cu comuniștii s-au deteriorat. La numai două săptămâni de la victoria Revoluției din Octombrie el scria: „Lenin și Troțki n-au nici cea mai vagă idee despre drepturile omului. Ei sunt deja corupți de otrava murdară a puterii, asta se vede după lipsa de respect nerușinată față de libertatea cuvântului și față de alte libertăți civice pentru care a luptat democrația”. Scrisorile lui Lenin către Gorki din 1919 conțin amenințări: „Te sfătuiesc să-ți schimbi anturajul, vederile, acțiunile, altfel viața și-ar putea întoarce fața de la tine”.
În august 21, prietenul său Nicolai Gumiliov, coleg-scriitor și soțul Annei Ahmatova, a fost arestat de CEKA din Petrograd pentru vederile monarhiste. Gorki s-a deplasat personal la Moscova, a obținut chiar de la Lenin personal ordinul de eliberare al lui Gumilov, dar, la întoarcerea la Petrograd, a aflat că prietenul său fusese deja împușcat. În octombrie, Gorki a emigrat în Italia, având ca motiv oficial deteriorarea stării de sănătate: suferea de tuberculoză. 

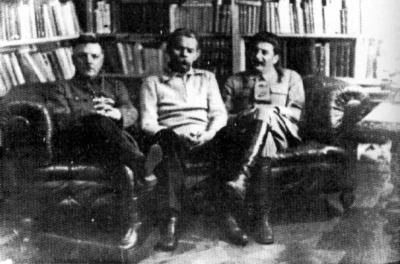
1931. Voroșilov, Gorki, Stalin (de la stânga la dreapta)

Potrivit lui Alexandr Soljenițîn, reîntoarcerea în Uniunea Sovietică a lui Gorki a fost motivată de interese materiale. În Sorrento, lui Gorki i-au lipsit banii și gloria. El a vizitat URSS de câteva ori după 1929, iar, în 1932, Stalin personal l-a invitat să se repatrieze, oferta fiindu-i acceptată. În iunie 1929, Gorki a vizitat Solovki, (curățată pentru această ocazie) și a scris un articol pozitiv despre Gulagurile care aveau deja o proastă reputație în occident. 

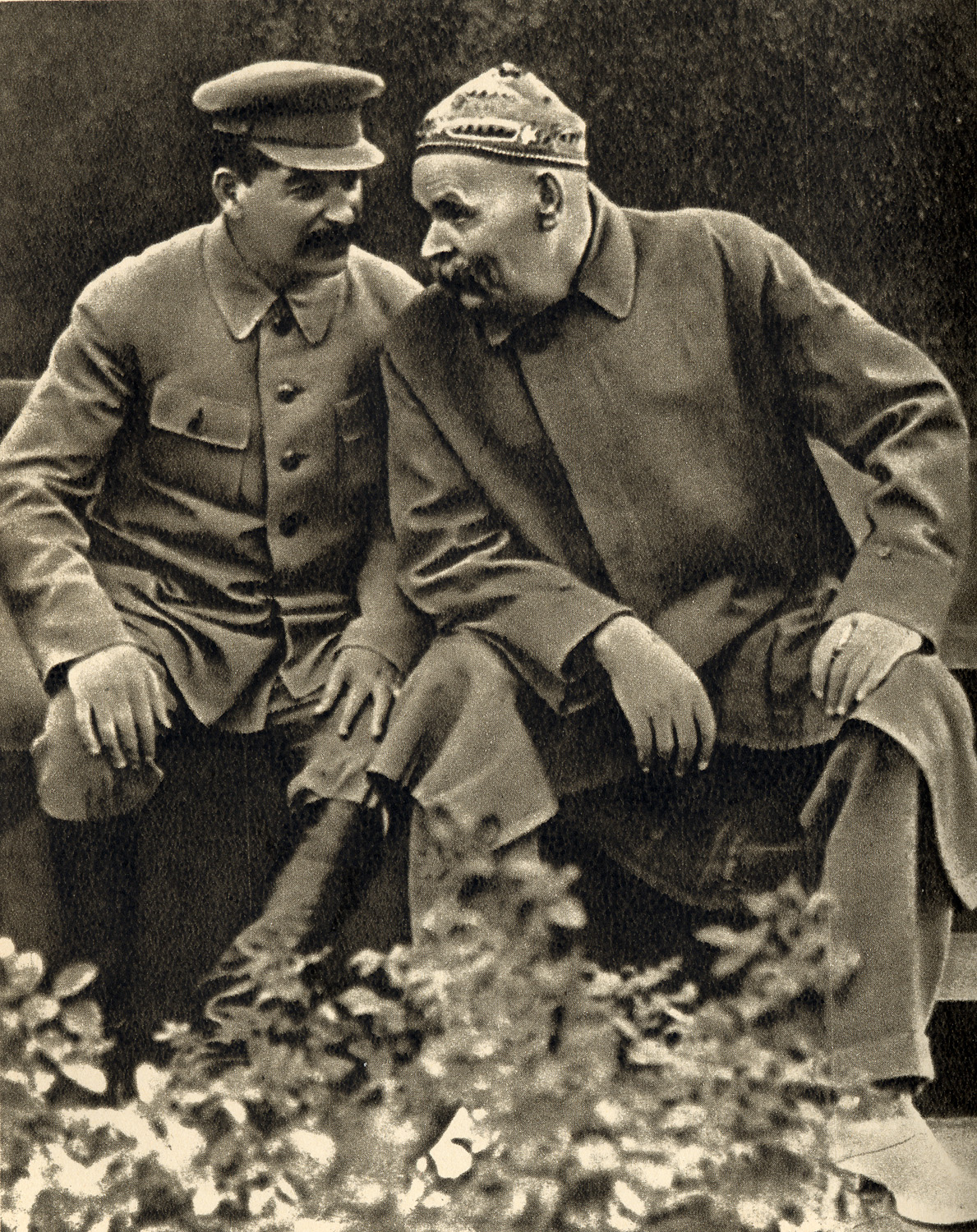
Stalin și Gorki, 1931

Reîntoarcerea lui Gorki din Italia fascistă a fost o victorie propagandistică majoră a regimului sovietic. El a fost decorat cu Ordinul Lenin și i s-a dat o reședință de lux în Moscova (fosta proprietate a milionarului Riabușinski, în zilele noastre devenită Muzeul Gorki), și o casă de odihnă în suburbii. Una dintre străzile centrale ale Moscovei, Trevskaia, a primit numele lui, la fel ca și orașul lui natal. 
Cel mai mare avion din lume de la mijlocul deceniului patru al secolului trecut, Tupolev ANT-20 (fotografie), a fost numit de asemenea Maxim Gorki. Avionul a fost folosit pentru scopuri propagandistice în dese zboruri demonstrative pe deasupra capitalei. 
În 1933, Gorki a publicat o carte dezonorantă despre Belomorkanal, canal realizat exclusiv cu munca forțată a deținuților din Gulag, prezentat ca un exemplu de „reabilitare de succes a foștilor dușmani ai proletariatului”. 

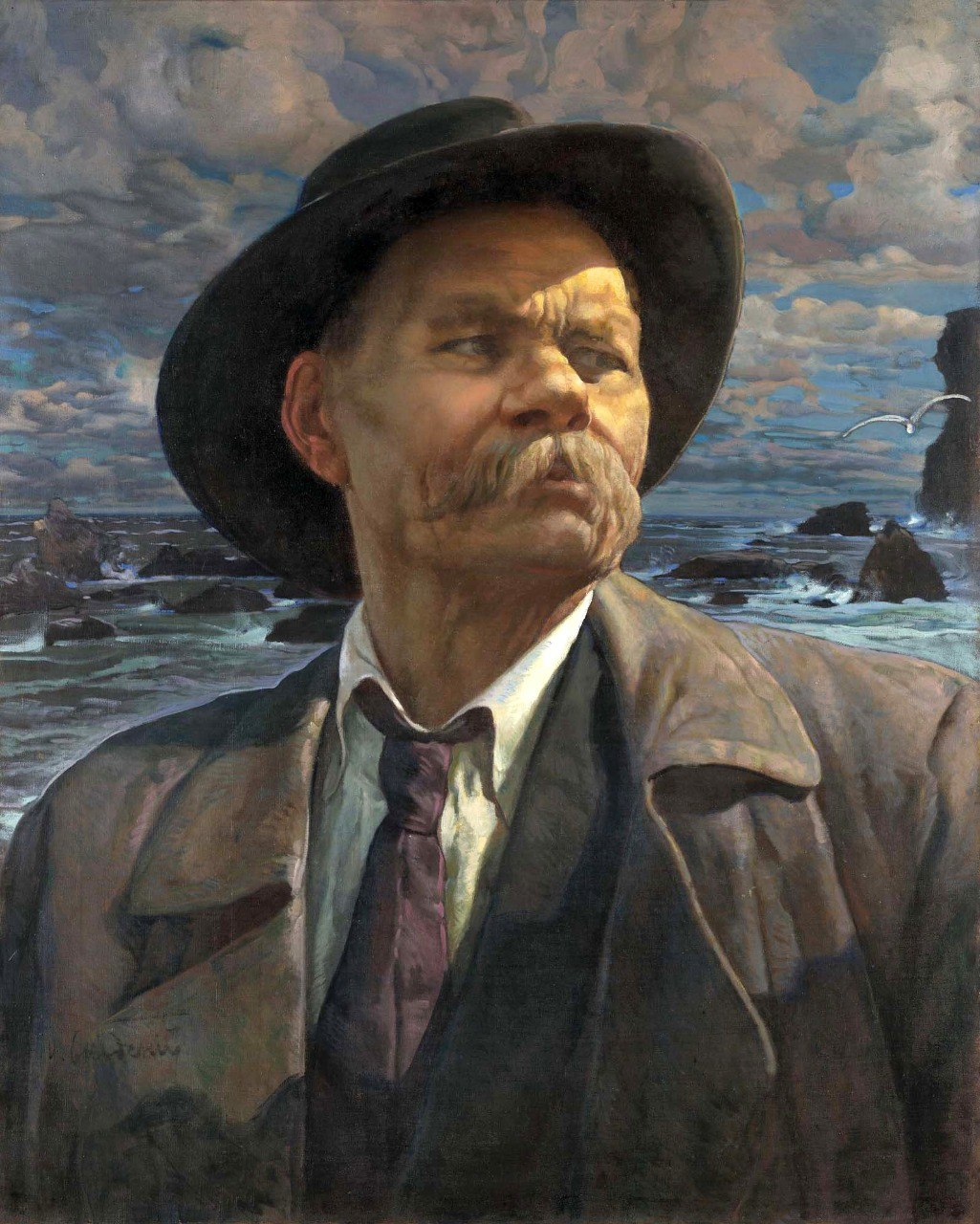
Gorki, la bătrânețe (pictură)

Odată cu creșterea represiunii staliniste și îndeosebi după moartea lui Serghei Kirov, Gorki a fost plasat în mod neașteptat sub arest la domiciliu în casa sa din Moscova. I se aduceau în fiecare zi o ediție specială a ziarului Pravda în care nu se găsea nicio știre despre arestări sau epurări. 
Maxim Gorki a murit în iunie 1936, la scurt timp după moartea subită a fiului său, Maxim Peșkov, survenită în mai 1935. Ambele decese au fost privite cu suspiciune în epocă, dar zvonurile de otrăvire nu au putut fi niciodată demonstrate. Stalin și Viaceslav Molotov s-au numărat printre cei care au purtat pe umeri coșciugul lui Gorki în timpul funerariilor.
În timpul procesului lui Buharin din 1938, una dintre învinuirile aduse a fost și aceea că Gorki a fost ucis de un agent NKVD din subordinea lui Nikolai Ejov. 
Orașul natal al lui Gorki a reprimit, în 1990, vechiul nume de Nijni Novgorod.

## Cele mai importante lucrări

### Scrieri autobiografice
- 1913 – 1914: Copilăria (Детство)
- 1915 - 1916: În lume (В людях)
- 1923: Universitățile mele (Мои университеты).

### Romane
- 1899: Foma Gordeev (Фома Гордеев), unde sunt descrise figuri tipic burgheze
- 1900 - 1901: Cei trei (Трое)
- 1907: Mama (Мать), unde este descrisă participarea la lupta revoluționară a unei femei ai cărei fii fuseseră arestați
- 1908: O confesiune (Исповедь)
- 1909: Vara (Лето)
- 1909: Orășelul Okurov (Городок Окуров)
- 1910: Viața lui Matvei Cojemeakin (Жизнь Матвея Кожемякина)
- 1925: Întreprinderile Artamonovilor (Дело Артамоновых)
- 1925 - 1936: Viața lui Klim Samgin (Жизнь Клима Самгина).

### Schițe și povestiri
- 1892: Makar Ciudra (Макар Чудра)
- 1894: Celkaș (Челкаш)
- 1895: Cântecul șoimului (Песня о Соколе)
- 1897: Malva (Мальва)
- 1898: Schițe și povestiri (Очерки и рассказы), prima scriere a lui Gorki, care cunoaște un succes extraordinar și care descrie evidențiază brutalitățile la care sunt supuși cei defavorizați ai sorții
- 1899: Douăzeci și șase de bărbați și o fată (Двадцать шесть и одна)
- 1901: Cântecul păsării furtunii (Песня о Буревестнике).

### Teatru
- 1901: Мещане (aproximativ: Filistenii)
- 1902: Azilul de noapte (На дне), alte titluri: Din adâncuri, În adâncuri, Fundătura, dramă ce înfățișează tabloul sumbru al lumii declasaților[8]
- 1904 - Дачники  (aproximativ Locuitorii de vară)
- 1905: Copiii soarelui (Дети солнца)
- 1906 - Варвары (Barbarii)
- 1906 - Враги (aproximativ Dușmanii)
- 1910: Vassa Jeleznova (Васса Железнова) alte titluri: Familia Jeleznov

### Memorialistică
- Amintiri despre Tolstoi, Cehov și Andreev